# Concentus musicus
Concentus musicus. Veröffentlichungen der Musikgeschichtlichen Abteilung des Deutschen Historischen Instituts in Rom ist eine musikalische Denkmälerausgabe der Musikgeschichtlichen Abteilung des Deutschen Historischen Instituts in Rom. In der seit 1973 erscheinenden Reihe sind bedeutende Werke der italienischen Musik erschienen, insbesondere aus der Zeit zwischen 1600 und 1900. Neben musikhistorischen Werkeinführungen werden Quellenbeschreibungen, Faksimilia, der Notentext und ein kritischer Bericht gegeben. Bis Band 6 erschien die Reihe im Arno-Volk-Verlag Köln, danach bis Band 12 im Laaber-Verlag und ab Band 13 im Bärenreiter-Verlag Kassel.

## Inhaltsübersicht
1. Johann Adolph Hasse: Ruggiero ovvero L’eroica gratitudine, hrsg. von Klaus Hortschansky. Volk, Köln 1973, ISBN 3-89007-175-9.
2. Giovanni Priuli: Sacrorum Concentuum Pars Prima (1618), hrsg. von Albert Biales. Volk, Köln 1973, ISBN 3-89007-176-7.
3. Domenico Mazzocchi: Sacrae concertationes, hrsg. von Wolfgang Witzenmann. Volk, Köln 1975, ISBN 3-89007-177-5.
4. Giovanni Battista Conforti: Ricercare (1558) und Madrigale (1567), hrsg. von Dietrich Kämper. Volk, Köln 1978, ISBN 3-89007-178-3.
5. Alessandro Stradella: Instrumental Music, hrsg. von Eleanor F. McCrickard. Volk, Köln 1980, ISBN 3-89007-179-1.
6. Antonio Cifra: Ricercari e Canzoni francesi (1619), hrsg. von Francesco Luisi e Giancarlo Rostirolla. Volk, Köln 1981, ISBN 3-89007-180-5.
7. Oratorios of the Italian Baroque I. Antecedents of the Oratorio: Sacred Dramatic Dialogues, 1600–1630, hrsg. von Howard E. Smither. Laaber, o. O. [Laaber] 1985, ISBN 3-89007-022-1.
8. Niccolò Piccinni: «La Cantarina». Intermezzo im III. Akt der Commedia per musica «L’Origille» 1760, hrsg. von Georg Feder. Laaber, o. O. [Laaber] 1989, ISBN 3-89007-101-5.
9. Johann Adolph Hasse: Three Intermezzi (1728, 1729 and 1730), hrsg. von Gordana Lazarevich. Laaber-Verlag, Laaber 1992, ISBN 3-89007-162-7.
10. Alessandro Stradella: Tre cantate per voci e strumenti, koordiniert von Carolyn Gianturco, hrsg. von Harry Bernstein, Gabriella Biagi Ravenni, Carolyn Gianturco, Ilaria Zolesi. Laaber-Verlag, Laaber 1997, ISBN 3-89007-330-1.
11. Giovanni Paisiello: Il Barbiere di Siviglia, kritische Edition hrsg. von Francesco Paolo Russo, 2 vol. Laaber-Verlag, Laaber 2001, ISBN 3-89007-515-0.
12. Niccolò Jommelli: Attilio Regolo, kritische Edition hrsg. von Diana Blichmann und Christoph-Hellmut Mahling, 2 Bände. Laaber-Verlag, Laaber 2010, ISBN 978-3-89007-347-7.
13. Santa Maria dell’Anima: Musik für die Feste der deutschen Nationalkirche in Rom. Werke von Pietro Paolo Bencini und Niccolò Jommelli, hrsg. von Rainer Heyink. Bärenreiter, Kassel [u. a.] 2010, ISBN 978-3-11-023102-1, ISMN 979-0-006-54087-7 (Suche im DNB-Portal).
14. Giovanni Animuccia: Eine Auswahl geistlicher und weltlicher Werke, hrsg. von Peter Ackermann. Bärenreiter, Kassel u. a. 2014, ISMN 979-0-006-55802-5 (Suche im DNB-Portal).
15. Alessandro Stradella: Sei cantate a voce sola dal manoscritto appartenuto a Gian Francesco Malipiero, hrsg. von Giulia Giovani. Bärenreiter, Kassel u. a. 2015, ISMN 979-0-00655981-7 (Suche im DNB-Portal).
16. Niccolò Piccinni: La buona figliuola, kritische Ausgabe hrsg. von Francesco Paolo Russo. Bärenreiter, Kassel u. a. 2017, ISMN 979-0-00656273-2 (Suche im DNB-Portal).